# 66th Street – Lincoln Center (métro de New York)
66th Street – Lincoln Center est une station, établie en souterrain, de la ligne d'infrastructure IRT Broadway-Seventh Avenue du métro de New York. Elle est située, à l'intersection West 66th Street & Broadway, en limite des quartiers Lincoln Square & Upper West Side , au nord de l'arrondissement de Manhattan, de la ville de New York aux États-Unis.
C'est une station historique ouverte, par l,Interborough Rapid Transit Company (IRT), en 1904. Exploitée par la New York City Transit Authority depuis 1940, elle est desservie, jour et nuit, par les rames du service 1 (rouge) et uniquement la nuit par les rames du service 2 (rouge).

## Services aux voyageurs

### Accès et accueil
La station est accessible aux personnes à la mobilité réduite du fait d'un ascenseur spécifique. Elle dispose d'un passage souterrain permettant les correspondances entre les rames uptown et downtown.

## À proximité
Elle dessert notamment le Lincoln Center for the Performing Arts et l'école artistique Fiorello H. LaGuardia.

## Art dans la station
Les murs situés au niveau des quais ont été rénovés en 2004, et sont décorés par des mosaïques conçues par l'artiste new-yorkaise Nancy Spero.